# Grand Prix Německa 2013
Grand Prix Německa 2013 (oficiálně Formula 1 Großer Preis Santander von Deutschland 2013) se jela na okruhu Nürburgring v Nürburgu v Německu dne 7. července 2013. Závod byl devátým v pořadí v sezóně 2013 šampionátu Formule 1.

## Kvalifikace
| Poř.                       | No. | Jezdec              | Konstruktér          | Časy v kvalifikaci | Časy v kvalifikaci | Časy v kvalifikaci | Pořadí na startu |
| Poř.                       | No. | Jezdec              | Konstruktér          | Q1                 | Q2                 | Q3                 | Pořadí na startu |
| -------------------------- | --- | ------------------- | -------------------- | ------------------ | ------------------ | ------------------ | ---------------- |
| 1                          | 10  | Lewis Hamilton      | Mercedes             | 1:31.131           | 1:30.152           | 1:29.398           | 1                |
| 2                          | 1   | Sebastian Vettel    | Red Bull-Renault     | 1:31.269           | 1:29.992           | 1:29.501           | 2                |
| 3                          | 2   | Mark Webber         | Red Bull-Renault     | 1:31.428           | 1:30.217           | 1:29.608           | 3                |
| 4                          | 7   | Kimi Räikkönen      | Lotus-Renault        | 1:30.676           | 1:29.852           | 1:29.892           | 4                |
| 5                          | 8   | Romain Grosjean     | Lotus-Renault        | 1:31.242           | 1:30.005           | 1:29.959           | 5                |
| 6                          | 19  | Daniel Ricciardo    | Toro Rosso-Ferrari   | 1:31.081           | 1:30.223           | 1:30.528           | 6                |
| 7                          | 4   | Felipe Massa        | Ferrari              | 1:30.547           | 1:29.825           | 1:31.126           | 7                |
| 8                          | 3   | Fernando Alonso     | Ferrari              | 1:30.709           | 1:29.962           | 1:31.209           | 8                |
| 9                          | 5   | Jenson Button       | McLaren-Mercedes     | 1:31.181           | 1:30.269           | Bez času           | 9                |
| 10                         | 11  | Nico Hülkenberg     | Sauber-Ferrari       | 1:31.132           | 1:30.231           | Bez času           | 10               |
| 11                         | 9   | Nico Rosberg        | Mercedes             | 1:31.322           | 1:30.326           |                    | 11               |
| 12                         | 14  | Paul di Resta       | Force India-Mercedes | 1:31.322           | 1:30.697           |                    | 12               |
| 13                         | 6   | Sergio Pérez        | McLaren-Mercedes     | 1:31.498           | 1:30.933           |                    | 13               |
| 14                         | 12  | Esteban Gutiérrez   | Sauber-Ferrari       | 1:31.681           | 1:31.010           |                    | 14               |
| 15                         | 15  | Adrian Sutil        | Force India-Mercedes | 1:31.320           | 1:31.010           |                    | 15               |
| 16                         | 18  | Jean-Éric Vergne    | Toro Rosso-Ferrari   | 1:31.629           | 1:31.104           |                    | 16               |
| 17                         | 17  | Valtteri Bottas     | Williams-Renault     | 1:31.693           |                    |                    | 17               |
| 18                         | 16  | Pastor Maldonado    | Williams-Renault     | 1:31.707           |                    |                    | 18               |
| 19                         | 20  | Charles Pic         | Caterham-Renault     | 1:32.937           |                    |                    | 22               |
| 20                         | 22  | Jules Bianchi       | Marussia-Cosworth    | 1:33.063           |                    |                    | 19               |
| 21                         | 21  | Giedo van der Garde | Caterham-Renault     | 1:33.734           |                    |                    | 20               |
| 22                         | 23  | Max Chilton         | Marussia-Cosworth    | 1:34.098           |                    |                    | 21               |
| 107% času vítěze: 1:36.885 |     |                     |                      |                    |                    |                    |                  |
| Zdroj:                     |     |                     |                      |                    |                    |                    |                  |

Poznámky
1. ↑  Charles Pic obdržel trest posunu o 5 míst vzad za neplánovanou výměnu převodovky.

## Závod
| Poř.   | No. | Jezdec              | Konstruktér          | Počet kol | Čas/Odstoupení | Pořadí na startu | Body |
| ------ | --- | ------------------- | -------------------- | --------- | -------------- | ---------------- | ---- |
| 1      | 1   | Sebastian Vettel    | Red Bull-Renault     | 60        | 1:41.14.711    | 2                | 25   |
| 2      | 7   | Kimi Räikkönen      | Lotus-Renault        | 60        | +1.008         | 4                | 18   |
| 3      | 8   | Romain Grosjean     | Lotus-Renault        | 60        | +5.830         | 5                | 15   |
| 4      | 3   | Fernando Alonso     | Ferrari              | 60        | +7.721         | 8                | 12   |
| 5      | 10  | Lewis Hamilton      | Mercedes             | 60        | +26.927        | 1                | 10   |
| 6      | 5   | Jenson Button       | McLaren-Mercedes     | 60        | +27.996        | 9                | 8    |
| 7      | 2   | Mark Webber         | Red Bull-Renault     | 60        | +37.562        | 3                | 6    |
| 8      | 6   | Sergio Pérez        | McLaren-Mercedes     | 60        | +38.306        | 13               | 4    |
| 9      | 9   | Nico Rosberg        | Mercedes             | 60        | +46.821        | 11               | 2    |
| 10     | 11  | Nico Hülkenberg     | Sauber-Ferrari       | 60        | +49.892        | 10               | 1    |
| 11     | 14  | Paul di Resta       | Force India-Mercedes | 60        | +53.771        | 12               |      |
| 12     | 19  | Daniel Ricciardo    | Toro Rosso-Ferrari   | 60        | +56.975        | 6                |      |
| 13     | 15  | Adrian Sutil        | Force India-Mercedes | 60        | +57.738        | 15               |      |
| 14     | 12  | Esteban Gutiérrez   | Sauber-Ferrari       | 60        | +1:00.160      | 14               |      |
| 15     | 16  | Pastor Maldonado    | Williams-Renault     | 60        | +1:01.929      | 18               |      |
| 16     | 17  | Valtteri Bottas     | Williams-Renault     | 59        | +1 kolo        | 17               |      |
| 17     | 20  | Charles Pic         | Caterham-Renault     | 59        | +1 kolo        | 22               |      |
| 18     | 21  | Giedo van der Garde | Caterham-Renault     | 59        | +1 kolo        | 20               |      |
| 19     | 23  | Max Chilton         | Marussia-Cosworth    | 59        | +1 kolo        | 21               |      |
| Ret    | 18  | Jean-Éric Vergne    | Toro Rosso-Ferrari   | 22        | Hydraulika     | 16               |      |
| Ret    | 22  | Jules Bianchi       | Marussia-Cosworth    | 21        | Motor          | 19               |      |
| Ret    | 4   | Felipe Massa        | Ferrari              | 3         | Převodovka     | 7                |      |
| Zdroj: |     |                     |                      |           |                |                  |      |

## Průběžné pořadí po závodě
Pohár jezdců
|  | Pořadí | Jezdec           | Body |
|  | ------ | ---------------- | ---- |
|  | 1      | Sebastian Vettel | 157  |
|  | 2      | Fernando Alonso  | 123  |
|  | 3      | Kimi Räikkönen   | 116  |
|  | 4      | Lewis Hamilton   | 99   |
|  | 5      | Mark Webber      | 93   |

Pohár konstruktérů
|  | Pořadí | Konstruktér          | Body |
|  | ------ | -------------------- | ---- |
|  | 1      | Red Bull-Renault     | 250  |
|  | 2      | Mercedes             | 183  |
|  | 3      | Ferrari              | 180  |
|  | 4      | Lotus-Renault        | 157  |
|  | 5      | Force India-Mercedes | 59   |